# Покровский, Михаил Михайлович (терапевт)
Михаи́л Миха́йлович Покро́вский (1882, Карачев, Орловская губерния — 1943, Москва) — российский врач-терапевт, дядя писателя Михаила Булгакова.

## Биография
Родился в 1882 году в городе Карачеве Орловской губернии в семье протоиерея. В семье было шестеро сыновей и три дочери: Василий, Иван, Ольга, Николай, Михаил, Захар, Варвара (мать писателя Михаила Булгакова), Митрофан, Александра. Получил медицинское образование и начал врачебную практику в Варшаве. Принимал участие в качестве военного врача в Первой мировой войне. Позднее переехал в Москву, где до этого уже обосновался его брат Николай, также работавший врачом. В течение многих лет был ассистентом профессора Максима Петровича Кончаловского в клинике при Первом МГУ. Был одним из лечащих врачей своего племянника Михаила Булгакова в период обострения его болезни, а также Софьи Андреевны Толстой-Есениной — внучки Льва Толстого и последней жены Сергея Есенина. Скончался в Москве в 1943 году.